# Garden Grove, Kalifornien
Garden Grove är en stad (city) i Orange County, i delstaten Kalifornien, USA. Enligt United States Census Bureau har staden en folkmängd på 173 470 invånare (2011) och en landarea på 46,5 km².